# Зима, весна, літо чи осінь
«Зима, весна, літо чи осінь» (англ. Winter Spring Summer or Fall)  американський повнометражний драматичний фільм режисера Тіффані Полсен. У фільмі знялися Дженна Ортега та Персі Хайнс Уайт.

## Сюжет
У фільмі розповідається історія двох дуже різних підлітків, які випадково зустрічаються взимку у випускний рік. Вони проводять чотири дні разом та закохуються.

## В ролях
| Актор               | Роль |
| ------------------- | --- |
| Персі Хайнс Вайт    | |
| Дженна Ортега       | Ремі |
| Адам Майкл Родрігес | Хав'єр ref Jenna Ortega & Percy Hynes White's New Rom-Com Will Be A 'Wednesday' Reunion. Elite Daily (англ.). Процитовано 13 січня 2023. /ref |
| Марісоль Ніколс     | Кармен |